# Das Traumhotel – Verliebt auf Mauritius
Verliebt auf Mauritius ist ein deutsch-österreichischer Liebesfilm aus dem Jahr 2004. Der Fernsehfilm ist der zweite Teil der Filmreihe Das Traumhotel.

## Handlung
Dorothea von Siethoff, Inhaberin einer großen Hotelkette, bittet ihren Neffen, den Hotelmanager Markus Winter, inkognito das Hotel Dinarobin auf Mauritius aufzusuchen. Er soll dort zu prüfen, ob die kommissarische Hoteldirektorin Tina Berger mit der Leitung des Hotels nicht überfordert ist. Aufgrund einer Verwechslung ist man im Dinarobin der Meinung, der Pastor Stefan Meier, welcher seinen Hotelaufenthalt bei einem Preisausschreiben gewonnen hat, sei der eingeschleuste Beobachter, während man Markus für den Gewinner des Preisausschreibens hält. So hat es Markus leicht,  unbeobachtet seiner Aufgabe nachzukommen. Pastor Meier auf der anderen Seite wird von der Hotelleitung in Gestalt der hübschen Direktionsassistentin Janin umsorgt und verwöhnt. Bald knistert es zwischen den beiden. Auch Tina und Markus finden sich mehr als sympathisch. Allerdings ist Tina mit Klaus Wulf liiert, dem Vater des gemeinsamen Sohnes Benny. Klaus hat sich gerade eine Auszeit genommen, denn er fühlt sich von Tina vernachlässigt.
Olaf Kreuzenbeck möchte den Aufenthalt im Traumhotel dafür nutzen, seiner Mutter endlich die Beziehung zu der schwangeren und auch im Hotel anwesenden Kerstin Jansen zu gestehen, doch bringt er wiederholt nicht den nötigen Mut auf – bis Kerstin die Geduld verliert.
Als gegen Ende der Episode Dorothea von Siethoff und Markus‘ Tochter Leonie anreisen, hat Markus jedoch alles im Griff. Tina wird als Hoteldirektorin bestätigt und zur Freude von Benny finden die Eltern wieder zueinander. Pastor Meier, nun mit Janin zusammen, traut in einer ersten Amtshandlung auf Mauritius Kerstin Jansen und Olaf Kreuzenbeck, dessen Mutter von der neuen Schwiegertochter sehr angetan ist.

## Produktion
Das Traumhotel – Verliebt auf Mauritius wurde 2003 meist auf Mauritius gedreht. Die Kostüme schuf Esther Walz, das Szenenbild stammt von Della de Villers. Der Film erlebte am 23. April 2004 im Ersten seine Fernsehpremiere.

## Kritik
TV Spielfilm  kommentierte Das Traumhotel – Verliebt auf Mauritius mit „Sonnen, Piña Colada und ganz schlichte Dialoge – Langweilig wie ein Urlaubsdiaabend.“